# 王立研究所

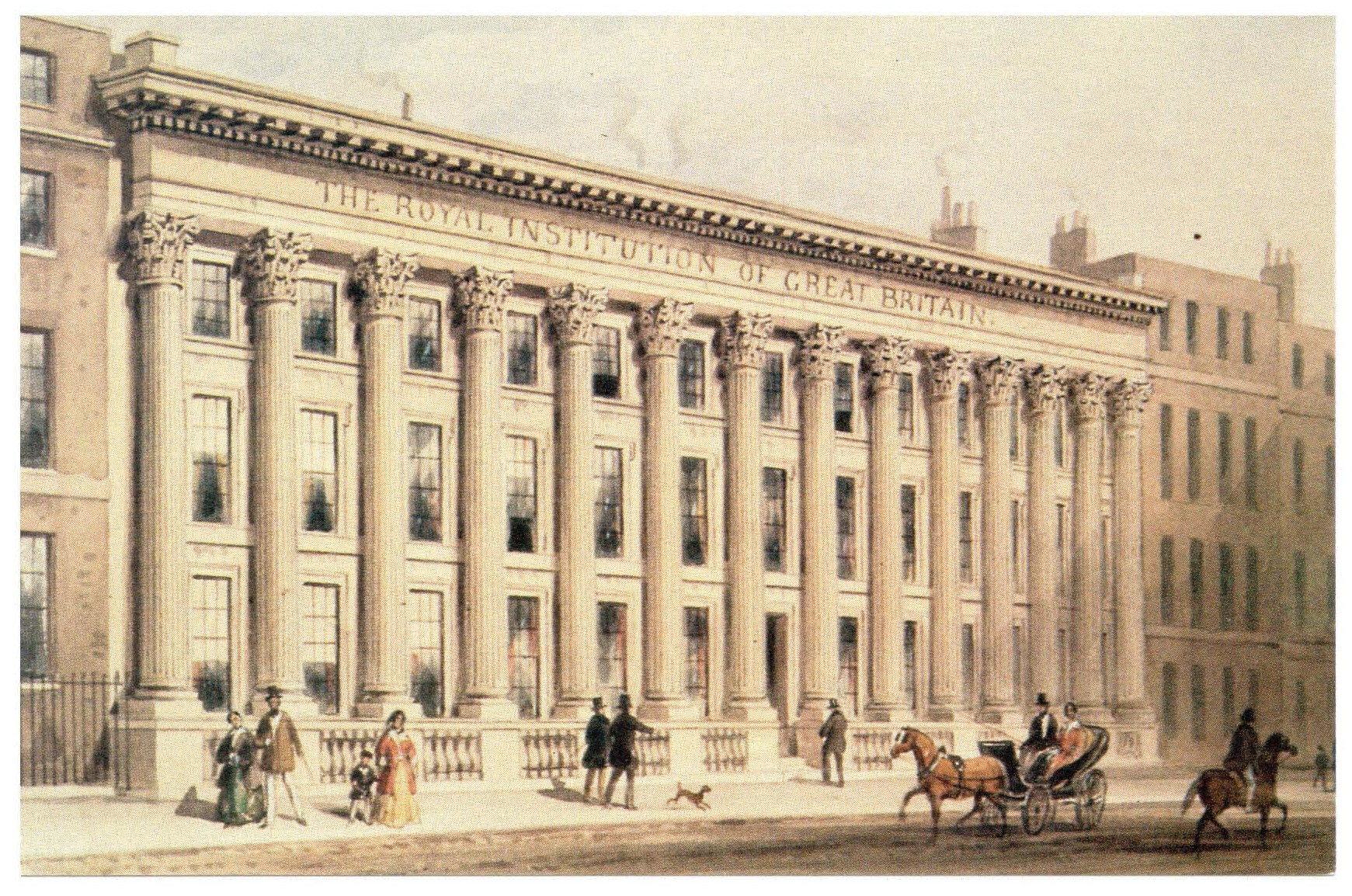
1838年頃の王立研究所

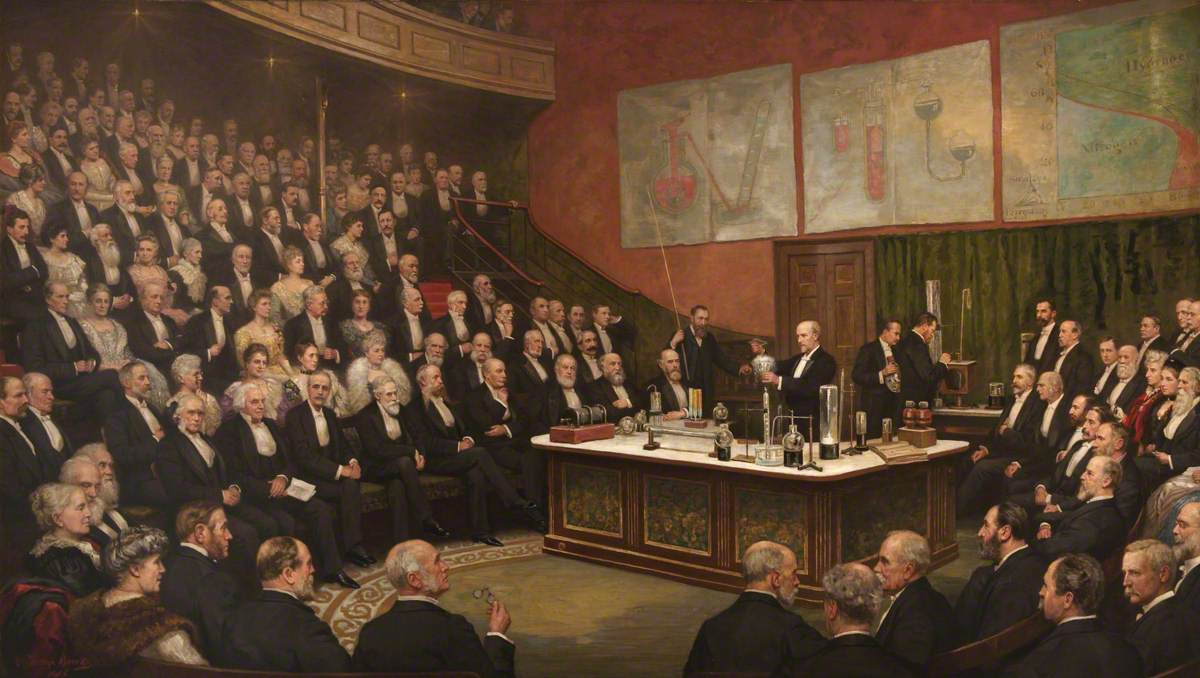
ジェイムズ・デュワーの化学実験講義の様子
(画)Henry Jamyn Brooks

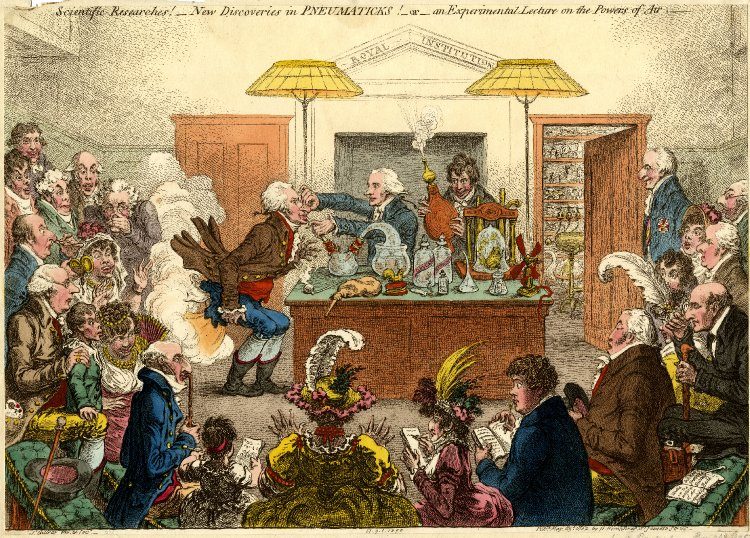
ハンフリー・デービーを描いた戯画
（画）James Gillray

王立研究所（おうりつけんきゅうしょ、Royal Institution of Great Britain 短縮されて、Royal Institution）（王認研究所（おうにんけんきゅうじょ）とも訳される）は、イギリスに1799年に設立された、科学教育、科学研究の機関である。設立者には、ヘンリー・キャヴェンディッシュや、第9代ウィンチルシー伯ジョージ・フィンチがいる。

## 歴史
研究所のはじめの資金と設立の提案は、社会改革家のトーマス・バーナード卿と科学者のラムフォード伯ベンジャミン・トンプソンが率いる救貧団体、"Society for Bettering the Conditions and Improving the Comforts of the Poor"によってなされ、1799年にロンドンの王立協会の会長、ジョゼフ・バンクスのSoho Square Houseに設立された。ヘンリー・キャヴェンディッシュや、第9代ウィンチルシー伯ジョージ・フィンチらが設立者となり、第一に、有益な発明や改良の効果的な普及、次に技術的な知識の交換のための教育的広報活動、講演会、出版物、見学会、継続的な展示を通じて、農業や工業のための新技術、装置、機械の応用などを目的に設立された。1800年に勅許を受けた。

### 研究所の経済基盤
研究所は50ギニー以上を出資する経営会員（プロプライター）と維持者、寄付者を募集して開かれた。はじめは90人が集まりその中から10人の理事が決められた。1803年に経営会員が350人を超えその数で一定した。研究所の運営は、これらの出資、寄付の他、講義の参加料に頼った。そのため講義の参加者数が研究所の運営を左右した。

### 研究所の公開講義
研究所で最初に公開講義をしたのは科学の巡回講師をしていたトマス・ガーネット (1766–1802) である。ガーネットは1799年に研究所に招かれて着任し、1800年3月から講義を始めた。聴衆は女性も含めて500人を超えたという。ガーネットは「科学に関わって生活する人のための教育」と「科学を楽しむこと」を同時に求め、初期の研究所の活動の規範とした。しかし、ガーネットは研究所の経営のまずさで約束した報酬を払ってもらえず、1年半で研究所をやめてしまったが、公開講義の伝統は引き継がれた。講演会のチケットは庶民には高価であったが多くの聴衆が集まった。講演会で特に人気を博し、多くの聴衆を集めたのはハンフリー・デービーとその後を継いだマイケル・ファラデーが知られている。デービーは1801年に研究所の化学補助講師、化学実験室管理者に着任した。デービーは1800年に発明されたばかりのボルタ電池を使って、食塩水の電気分解や、1808年に発明されたばかりのアーク灯の輝きを聴衆に見せて驚かせた。後任のファラデーも自身の最新研究である電磁気学の発見を講義した。
研究所はこうした講演活動を通じて、教育や科学の発展に貢献し、1827年から始められた年少者向けの、クリスマス・レクチャーはマイケル・ファラデーらが講義を行った。ファラデー以後も多くの科学者が王立研究所で活動し、ハンフリー・デービー、マイケル・ファラデー以外に、ローレンス・ブラッグ、チャールズ・ハチェット、ジョージ・ポーターらがいた。10数人の研究者がノーベル賞を受賞し、10の元素が発見された。1973年に、マイケル・ファラデー博物館が所内に開館され、2007年までに実際の研究活動には使われなくなった。

## 歴代総裁 (President)
- 1799 第9代ウィンチルシー伯ジョージ・フィンチ
- 1813 第2代スペンサー伯爵ジョージ・ジョン・スペンサー
- 1825 第2代チチェスター伯爵トマス・ペラム
- 1827 第11代サマセット公爵エドワード・シーモア
- 1842 第4代ノーサンバランド公爵アルジャーノン・パーシー
- 1865 ヘンリー・ホランド卿
- 1873 第6代ノーサンバランド公爵アラン・パーシー
- 1899 第7代ノーサンバランド公爵ヘンリー・パーシー
- 1918 第8代ノーサンバランド公爵アラン・パーシー
- 1930 ユースタス・パーシー卿
- 1945 第4代レイリー男爵ロバート・ストラット
- 1948 初代ブラバゾン・オブ・タラ男爵ジョン・ムーア＝ブラバゾン
- 1963 初代フレック男爵アレキサンダー・フレック
- 1968 ウィリアム・ウェルクローズ・デーヴィス卿
- 1969 キング・ノートン男爵ロクスビー・コックス
- 1976 ケント公チャールズ

## 実験室長 (Director)

### Director
- 1801 ハンフリー・デービー
- 1825 マイケル・ファラデー
- 1867 ジョン・ティンダル
- 1887 ジェイムズ・デュワー

### Davy-Faraday研究室長
- 1896 ジェイムズ・デュワー
- 1896 ジョン・ウィリアム・ストラット
- 1923 ヘンリー・ブラッグ
- 1942 ヘンリー・ハレット・デール
- 1946 エリック・リディール（英語版）
- 1950 エドワード・アンドレード
- 1954 ローレンス・ブラッグ
- 2008 Quentin Pankhurst

### Director
- 1965 ローレンス・ブラッグ
- 1966 ジョージ・ポーター
- 1986 デーヴィッド・フィリップス
- 1986 John Meurig Thomas
- 1991 ピーター・デイ（英語版）
- 1998 スーザン・グリーンフィールド
- 2017 サラ・ハーパー（英語版）